# Iahor Charanhovitch
Iahor Aliaksandravitch Charanhovitch - en biélorusse : Ягор Аляксандравіч Шаранговіч - ou Iegor Aleksandrovitch Charangovitch - en russe : Егор Александрович Шарангович, et en anglais : Yegor Sharangovich - (né le 6 juin 1998 à Minsk au Bélarus) est un joueur professionnel biélorusse de hockey sur glace. Il évolue au poste de centre.

## Biographie

### Carrière en club
Charanhovitch fait ses débuts avec le HC Dinamo Minsk dans la KHL en 2017-2018 et récolte 12 points en 47 matchs comme recrue. Après avoir été ignoré lors des précédents repêchages de la LNH, il est choisi en 5e ronde, 141e au total, par les Devils du New Jersey au repêchage d'entrée dans la LNH 2018. 
Le 19 juillet 2018, Charanhovitch signe son contrat d'entrée de 3 ans avec les Devils.
Avec la saison 2020-2021 qui est retardée en raison de la pandémie de COVID-19, Charanhovitch prend la décision, le 16 juillet 2020, de retourner avec le HC Dinamo Minsk sur la base d'un prêt par les Devils et de jouer dans la KHL jusqu'au retour de la saison en Amérique du Nord.
Le 16 janvier 2021, Charanhovitch marque son premier but en carrière dans la LNH contre Jaroslav Halak et les Bruins de Boston. Il s'agit du but gagnant en prolongation dans une victoire de 2-1 des Devils. Le 2 avril 2022, il inscrit son premier tour du chapeau en carrière face aux Panthers de la Floride. Le 27 juin 2023, il est échangé en compagnie d'un choix de troisième ronde au repêchage de 2023 aux Flames de Calgary en retour de Tyler Toffoli qui prend le chemin de New Jersey avec les Devils.

### Carrière internationale
Charanhovitch représente la Biélorussie en sélections jeunes et en sélections seniors.

## Statistiques

### En club
| Saison     | Équipe                  | Ligue         |     | Saison régulière | Saison régulière | Saison régulière | Saison régulière | Saison régulière |   | Séries éliminatoires | Séries éliminatoires | Séries éliminatoires | Séries éliminatoires | Séries éliminatoires |
| Saison     | Équipe                  | Ligue         | PJ  | B                | A                | Pts              | Pun              | PJ               | B | A                    | Pts                  | Pun                  |                      |                      |
| 2014-2015  | Dinamo-Raoubitchi Minsk | Biélorussie 2 | 40  | 28               | 15               | 43               | 12               | 3                | 1 | 0                    | 1                    | 4                    |                      |                      |
| 2015-2016  | Dinamo-Raoubitchi Minsk | MHL           | 30  | 6                | 6                | 12               | 12               | -                | - | -                    | -                    | -                    |                      |                      |
| 2015-2016  | Dinamo-Raoubitchi Minsk | Biélorussie 2 | -   | -                | -                | -                | -                | 10               | 3 | 3                    | 6                    | 10                   |                      |                      |
| 2016-2017  | Biélorussie U20         | Ekstraliga    | 38  | 15               | 13               | 28               | 18               | 2                | 0 | 0                    | 0                    | 0                    |                      |                      |
| 2017-2018  | HK Dinamo Minsk         | KHL           | 47  | 4                | 8                | 12               | 12               | -                | - | -                    | -                    | -                    |                      |                      |
| 2018-2019  | Devils de Binghamton    | LAH           | 68  | 9                | 8                | 17               | 14               | -                | - | -                    | -                    | -                    |                      |                      |
| 2019-2020  | Devils de Binghamton    | LAH           | 57  | 10               | 15               | 25               | 4                | -                | - | -                    | -                    | -                    |                      |                      |
| 2020-2021  | HK Dinamo Minsk         | KHL           | 34  | 17               | 8                | 25               | 41               | -                | - | -                    | -                    | -                    |                      |                      |
| 2020-2021  | Devils du New Jersey    | LNH           | 54  | 16               | 14               | 30               | 4                | -                | - | -                    | -                    | -                    |                      |                      |
| 2021-2022  | Devils du New Jersey    | LNH           | 76  | 24               | 22               | 46               | 23               | -                | - | -                    | -                    | -                    |                      |                      |
| 2022-2023  | Devils du New Jersey    | LNH           | 75  | 13               | 17               | 30               | 16               | 3                | 0 | 0                    | 0                    | 0                    |                      |                      |
| 2023-2024  | Flames de Calgary       | LNH           | 82  | 31               | 28               | 59               | 8                | -                | - | -                    | -                    | -                    |                      |                      |
| Totaux LNH | Totaux LNH              | Totaux LNH    | 287 | 84               | 81               | 165              | 51               | 3                | 0 | 0                    | 0                    | 0                    |                      |                      |

### En équipe nationale
| Année | Compétition                             |   | PJ | B | A | Pts | Pun                                       |  | Résultat |
| 2015  | Championnat du monde moins de 18 ans D1 | 5 | 4  | 2 | 6 | 0   | Deuxième place de la division 1, groupe A |  |          |
| 2016  | Championnat du monde moins de 18 ans D1 | 5 | 2  | 0 | 2 | 0   | Première place de la division 1, groupe A |  |          |
| 2016  | Championnat du monde junior             | 6 | 1  | 0 | 1 | 0   | 10e place                                 |  |          |
| 2017  | Championnat du monde junior D1          | 5 | 0  | 2 | 2 | 2   | Première place de la division 1, groupe A |  |          |
| 2017  | Championnat du monde                    | 7 | 2  | 1 | 3 | 0   | 13e place                                 |  |          |
| 2018  | Championnat du monde junior             | 6 | 3  | 2 | 5 | 0   | 10e place                                 |  |          |
| 2018  | Championnat du monde                    | 7 | 0  | 1 | 1 | 6   | 15e place                                 |  |          |
| 2019  | Championnat du monde D1                 | 5 | 1  | 0 | 1 | 0   | Deuxième place de la division 1, groupe A |  |          |
| 2021  | Championnat du monde                    | 7 | 2  | 1 | 3 | 4   | 15e place                                 |  |          |